# Dicranostyles costanensis
Dicranostyles costanensis är en vindeväxtart som beskrevs av Steyermark och D.F. Austin. Dicranostyles costanensis ingår i släktet Dicranostyles och familjen vindeväxter. Inga underarter finns listade i Catalogue of Life.